# Sassandra
Sassandra er en by der ligger i den sydlige del af Elfenbenskysten. Den er et underpræfektur af og sæde for Sassandra departementet. Det er også en kommune og sæde for Gbôklé-regionen i Bas-Sassandra-distriktet.
Sassandra ligger ved Guineabugten hvor Sassandrafloden munder ud. Den blev grundlagt af portugiserne som Santo André og blev senere drevet af briterne og derefter franskmændene og var en havn for udskibning af tømmer. Byens betydning mindskedes i 1960'erne, efter at San Pédros havn var færdigbygget. Sassandras hovedindustri er nu fiskeri.
Sassandra er kendt for sine strande og fyrtårnet. Det betjenes af Sassandra Lufthavn.
I 2021 var befolkningen i underpræfekturet Sassandra 87.945.

## Byer og landsbyer
De 38 byer og landsbyer i sub-præfekturet Sassandra og deres befolkning i 2014 var: 
1. Arokpa (363)
2. Bassa (492)
3. Batélébré 1 (94)
4. Brodjé (431)
5. Cocoplage (296)
6. Dabéda (169)
7. Gaoulou (12.184)
8. Gapé (318)
9. Grand-Dréwin (747)
10. Kadrokpa (1.683)
11. Lébléko (151)
12. Lékidou (63)
13. Misséhi (292)
14. Niani (839)
15. Niézéko (222)
16. Sassandra (26.608)
17. Siampaho Pk6 (855)
18. Vodiéko (286)
19. Akakro (863)
20. Dagbégo 1 (1 025)
21. Dagbégo 2 (2 042)
22. Gloplou Pk20 (496)
23. Godé (180)
24. Goviadou (39)
25. Guédio-Guédio (720)
26. Kadrokpa 2 (2.911)
27. Latéko (233)
28. Lipoyo (1.079)
29. Lohiri-Néyau (326)
30. Lossan Kouamékro (2.313)
31. Louga (889)
32. Niabably Pk 26 (3.323)
33. Niabayo (89)
34. Niéga (328)
35. Pauly-Brousse (6.530)
36. Pauly-Chantier (623)
37. Pauly-Plage (162)
38. Sialloukro (2.957)